# Kabinet-Kan
Het kabinet–Kan (Japans: 菅直人内閣) was de regering van het Keizerrijk Japan van 8 juni 2010 tot 1 september 2010.

## Kabinet–Kan (2010–2011)
| Ambtsbekleder                        | Ambtsbekleder      | Ambtsbekleder                          | Functie                                                           | Ambtstermijn      | Ambtstermijn      | Partij |
| ------------------------------------ | ------------------ | -------------------------------------- | ----------------------------------------------------------------- | ----------------- | ----------------- | ------ |
|                                      | Naoto Kan          | Naoto Kan 菅 直人 (1946)               | Premier                                                           | 8 juni 2010       | 1 september 2011  | DP     |
|                                      | Yoshito Sengoku    | Yoshito Sengoku 仙谷 由人 (1946–2018)  | Secretaris- generaal                                              | 8 juni 2010       | 15 januari 2011   | DP     |
|                                      | Yukio Edano        | Yukio Edano 枝野 幸男 (1964)           | Secretaris- generaal                                              | 15 januari 2011   | 1 september 2011  | DP     |
|                                      | Kazuhiro Haraguchi | Kazuhiro Haraguchi 原口 一博 (1959)    | Minister van Binnenlandse Zaken en Communicatie                   | 16 september 2009 | 17 september 2010 | DP     |
|                                      | Yoshihiro Katayama | Yoshihiro Katayama 片山 善博 (1951)    | Minister van Binnenlandse Zaken en Communicatie                   | 17 september 2010 | 1 september 2011  | DP     |
|                                      | Katsuya Okada      | Katsuya Okada 岡田 克也 (1953)         | Minister van Buitenlandse Zaken                                   | 16 september 2009 | 17 september 2010 | DP     |
|                                      | Seiji Maehara      | Seiji Maehara 前原 誠司 (1962)         | Minister van Buitenlandse Zaken                                   | 17 september 2010 | 8 maart 2011      | DP     |
|                                      | Yukio Edano        | Yukio Edano 枝野 幸男 (1964)           | Minister van Buitenlandse Zaken                                   | 8 maart 2011      | 11 maart 2011     | DP     |
|                                      | Takeaki Matsumoto  | Takeaki Matsumoto 松本 剛明 (1959)     | Minister van Buitenlandse Zaken                                   | 11 maart 2011     | 1 september 2011  | DP     |
|                                      | Yoshihiko Noda     | Yoshihiko Noda 野田 佳彦 (1957)        | Minister van Financiën                                            | 8 juni 2010       | 1 september 2011  | DP     |
|                                      | Keiko Chiba        | Keiko Chiba 千葉 景子 (1948)           | Minister van Justitie                                             | 16 september 2009 | 17 september 2010 | DP     |
|                                      | Minoru Yanagida    | Minoru Yanagida 柳田 稔 (1954)         | Minister van Justitie                                             | 17 september 2010 | 22 november 2010  | DP     |
|                                      | Yoshito Sengoku    | Yoshito Sengoku 仙谷 由人 (1946–2018)  | Minister van Justitie                                             | 22 november 2010  | 15 januari 2011   | DP     |
|                                      | Satsuki Eda        | Satsuki Eda 江田 五月 (1941–2021)      | Minister van Justitie                                             | 15 januari 2011   | 1 september 2011  | DP     |
|                                      | Masayuki Naoshima  | Masayuki Naoshima 直嶋 正行 (1945)     | Minister van Economische Zaken                                    | 16 september 2009 | 17 september 2010 | DP     |
|                                      | Akihiro Ohata      | Akihiro Ohata 大畠 章宏 (1947)         | Minister van Economische Zaken                                    | 17 september 2010 | 15 januari 2011   | DP     |
|                                      | Banri Kaieda       | Banri Kaieda 海江田 万里 (1949)        | Minister van Economische Zaken                                    | 15 januari 2011   | 1 september 2011  | DP     |
|                                      | Toshimi Kitazawa   | Toshimi Kitazawa 北澤 俊美 (1938)      | Minister van Defensie                                             | 16 september 2009 | 1 september 2011  | DP     |
|                                      | Akira Nagatsuma    | Akira Nagatsuma 長妻 昭 (1960)         | Minister van Volksgezondheid, Arbeid en Welzijn                   | 16 september 2009 | 17 september 2010 | DP     |
|                                      | Ritsuo Hosokawa    | Ritsuo Hosokawa 細川 律夫 (1943)       | Minister van Volksgezondheid, Arbeid en Welzijn                   | 17 september 2010 | 1 september 2011  | DP     |
|                                      | Tatsuo Kawabata    | Tatsuo Kawabata 川端 達夫 (1945)       | Minister van Onderwijs, Cultuur, Sport, Wetenschap en Technologie | 16 september 2009 | 17 september 2010 | DP     |
|                                      | Yoshiaki Takaki    | Yoshiaki Takaki 高木 義明 (1945)       | Minister van Onderwijs, Cultuur, Sport, Wetenschap en Technologie | 17 september 2010 | 1 september 2011  | DP     |
|                                      | Seiji Maehara      | Seiji Maehara 前原 誠司 (1962)         | Minister van Infrastructuur, Transport en Toerisme                | 16 september 2009 | 17 september 2010 | DP     |
| Minister voor Okinawa en de Koerilen | Seiji Maehara      | Seiji Maehara 前原 誠司 (1962)         |                                                                   | 16 september 2009 | 17 september 2010 | DP     |
|                                      | Sumio Mabuchi      | Sumio Mabuchi 馬淵 澄夫 (1960)         | Minister van Infrastructuur, Transport en Toerisme                | 17 september 2010 | 15 januari 2011   | DP     |
| Minister voor Okinawa en de Koerilen | Sumio Mabuchi      | Sumio Mabuchi 馬淵 澄夫 (1960)         |                                                                   | 17 september 2010 | 15 januari 2011   | DP     |
|                                      | Akihiro Ohata      | Akihiro Ohata 大畠 章宏 (1947)         | Minister van Infrastructuur, Transport en Toerisme                | 15 januari 2011   | 1 september 2011  | DP     |
|                                      | Masahiko Yamada    | Masahiko Yamada 山田 正彦 (1942)       | Minister van Landbouw, Bosbouw en Visserij                        | 8 juni 2010       | 17 september 2010 | DP     |
|                                      | Michihiko Kano     | Michihiko Kano 鹿野道彦 (1942–2021)    | Minister van Landbouw, Bosbouw en Visserij                        | 17 september 2010 | 1 september 2011  | DP     |
|                                      | Sakihito Ozawa     | Sakihito Ozawa 小沢 鋭仁 (1954)        | Minister van Milieu                                               | 16 september 2009 | 17 september 2010 | DP     |
|                                      | Ryu Matsumoto      | Ryu Matsumoto 松本 龍 (1951–2018)      | Minister van Milieu                                               | 17 september 2010 | 27 juni 2011      | DP     |
|                                      | Satsuki Eda        | Satsuki Eda 江田 五月 (1941–2021)      | Minister van Milieu                                               | 27 juni 2011      | 1 september 2011  | DP     |
|                                      | Hiroshi Nakai      | Hiroshi Nakai 中井 洽 (1942–2017)      | Voorzitter van de Commissie voor Openbare Orde en Veiligheid      | 16 september 2009 | 17 september 2010 | DP     |
| Minister zonder portefeuille         | Hiroshi Nakai      | Hiroshi Nakai 中井 洽 (1942–2017)      |                                                                   | 16 september 2009 | 17 september 2010 | DP     |
| Minister voor Rampen- bestrijding    | Hiroshi Nakai      | Hiroshi Nakai 中井 洽 (1942–2017)      | 12 januari 2010                                                   |                   | 17 september 2010 | DP     |
|                                      | Tomiko Okazaki     | Tomiko Okazaki 岡崎 トミ子 (1944–2017) | Voorzitter van de Commissie voor Openbare Orde en Veiligheid      | 17 september 2010 | 15 januari 2011   | DP     |
| Minister zonder portefeuille         | Tomiko Okazaki     | Tomiko Okazaki 岡崎 トミ子 (1944–2017) |                                                                   | 17 september 2010 | 15 januari 2011   | DP     |
| Minister voor Consumenten- belangen  | Tomiko Okazaki     | Tomiko Okazaki 岡崎 トミ子 (1944–2017) |                                                                   | 17 september 2010 | 15 januari 2011   | DP     |
| Minister voor Voedselveiligheid      | Tomiko Okazaki     | Tomiko Okazaki 岡崎 トミ子 (1944–2017) |                                                                   | 17 september 2010 | 15 januari 2011   | DP     |
| Minister voor Gelijkheid             | Tomiko Okazaki     | Tomiko Okazaki 岡崎 トミ子 (1944–2017) |                                                                   | 17 september 2010 | 15 januari 2011   | DP     |
| Minister voor Geboorte Statistieken  | Tomiko Okazaki     | Tomiko Okazaki 岡崎 トミ子 (1944–2017) |                                                                   | 17 september 2010 | 15 januari 2011   | DP     |
|                                      | Kansei Nakano      | Kansei Nakano 中野 寛成 (1940)         | Voorzitter van de Commissie voor Openbare Orde en Veiligheid      | 15 januari 2011   | 1 september 2011  | DP     |
| Minister zonder portefeuille         | Kansei Nakano      | Kansei Nakano 中野 寛成 (1940)         |                                                                   | 15 januari 2011   | 1 september 2011  | DP     |
|                                      | Shizuka Kamei      | Shizuka Kamei 亀井 静香 (1936)         | Minister voor Financiële Diensten                                 | 16 september 2009 | 10 juni 2010      | PNP    |
|                                      | Yoshito Sengoku    | Yoshito Sengoku 仙谷 由人 (1946–2018)  | Minister voor Financiële Diensten                                 | 10 juni 2010      | 11 juni 2010      | DP     |
|                                      | Shozaburo Jimi     | Shozaburo Jimi 自見 庄三郎 (1945)      | Minister voor Financiële Diensten                                 | 11 juni 2010      | 4 juni 2012       | PNP    |
|                                      | Renho              | Renho 蓮舫 (1967)                      | Minister voor Bestuurlijke Vernieuwing                            | 8 juni 2010       | 27 juni 2011      | DP     |
|                                      | Goshi Hosono       | Goshi Hosono 細野 豪志 (1971)          | Minister voor Bestuurlijke Vernieuwing                            | 27 juni 2011      | 1 september 2011  | DP     |